# Tom Clancy's Rainbow Six (jeu vidéo)
Tom Clancy's Rainbow Six est un jeu vidéo de tir à la première personne et d'infiltration (FPS tactique) inspiré du roman Rainbow Six de Tom Clancy, développé et édité par Red Storm Entertainment, sorti en 1998 sur PC. Il a ensuite été porté à partir de 1999 sur Dreamcast, Nintendo 64, PlayStation, Game Boy Color et téléphone mobile.
Le concept du jeu a été imaginé par Tom Clancy.

## Système de jeu
Rainbow Six est un FPS tactique, c'est-à-dire un jeu de tir à la première personne qui se concentre sur les phases stratégiques plutôt que sur les phases d'actions. Le joueur est ici à la tête d'un commando qui doit répondre à diverses situations de prises d'otage généralement.
Avant chaque mission, le joueur doit sélectionner ses coéquipiers et leur donner une feuille de route. Chaque phase doit être minutieusement réfléchie pour ne pas perdre ses hommes et remplir la mission.

### Multijoueur
Le jeu prend une tout autre dimension en multijoueur puisque la coopération est de mise.

## Histoire
John Clark est à la tête d'un groupe de lutte anti-terroriste (le 6 du titre qui désigne le chef d'une unité dans le jargon militaire) international baptisé Rainbow, composé des meilleurs agents issus de nationalités différentes. Pour sa première opération, l'équipe Rainbow propulsée par John Clark intervient à l'ambassade belge de Londres. Pris d'assaut par des membres d'un groupe néo-nazi britannique du nom de Free Europe, celui-ci retient le personnel ainsi que l'ambassadeur en otage.
Par la suite, des rebelles Hutu s'emparent d'un centre de recherche au Congo appartenant à l'Organisation Mondiale de la Santé, administrée par une société de biotechnologie nommée Horizon. Son PDG John Brightling présente l'utilité de cet avant-poste, qui lutte contre la pandémie qui décime les bovins africains. Les rebelles retiennent les scientifiques en otage dans une villa coloniale abandonnée, dont fait partie Catherine Winston, la directrice de l'équipe de recherche.
Plus tard, un groupe fanatique du nom de Phoenix, une organisation écologiste radicale, prend le contrôle d'une plateforme de forage en Mer du Nord, mine celle-ci et prend en otage son équipage. Son programme revendique la destruction totale de la société moderne pour en rebâtir une basée sur une utopie écologique.
Ramon Calderon, un baron de la drogue, voit d'un mauvais œil la construction d'une biosphère gouvernementale à écosystème indépendant du nom d'Ark, au sein de son fief. Anna Lang, conseillère scientifique de la maison blanche et associée de John Brightling, explique que cette initiative du nom de Rainforest 2000 permet de mettre au point de nouveaux produits pharmaceutiques, issus de l'écosystème varié de la forêt vierge. Calderon décide donc de retenir en otage des ouvriers travaillant sur le chantier de construction, dans sa place forte située au Brésil non loin de la frontière colombienne.
Un groupe néo-marxiste prend plusieurs familles en otage dans un parc d'attractions de Barcelone. La société de sécurité Global Security, étant également chargée de celle des jeux olympiques de Sydney se déroulant le mois suivant, tient à ne pas ébruiter sa défaillance… Toutes les opérations menées jusqu'alors sont des réussites asseyant la réputation de Rainbow.
Le groupe Phoenix s'empare cette fois ci d'un barrage situé à la frontière entre la Hongrie et la Slovaquie, en menaçant de le détruire. Cependant, Roland Kunst, un étudiant enrôlé dans cette organisation, se rend compte que la situation est en train de lui échapper, et révèle que le groupe possède une branche aux États-Unis qui projette de libérer une arme biologique sous forme de germe au cours d'une opération. Il se propose de continuer de servir d'informateur si l'équipe Rainbow lui permet de se sortir vivant de l'assaut mené contre les terroristes occupant le barrage.
À la suite du succès de l'assaut mené par Rainbow contre le barrage, Kunst révèle que Phoenix possède un laboratoire secret de guerre biologique en Idaho, abritant les agents infectieux. Selon les services de renseignement affiliés à Rainbow, et en contact avec John Clark, les occupants du complexe ne s'attendront pas à être attaqués, et qu'il est donc probable qu'ils n'opposent aucune résistance. Mais Anna Lang se montre alarmiste au sujet des conséquences néfastes d'un éventuel échec de l'intervention, en appuyant ses doutes sur la fiabilité des déclarations d'un membre de Phoenix...
Seulement, les occupants du laboratoire attendaient leur venue, en conséquence les leaders du groupe terroriste se sont échappés avec tous les échantillons biologiques vers un aérodrome local avant l'arrivée de Rainbow. Des vidéos analysées par l'ex-otage Catherine Winston, devenue consultante en biologie pour le compte de John Clark depuis son sauvetage, met en scène des cobayes humains sur lesquels des tests ont été effectués, montrant la réaction du germe à leur contact.
Le groupe Free Europe ayant préalablement attaqué l'ambassade belge s'attaque maintenant à l'Hôtel central européen de la Monnaie de Bruxelles, dans lequel une réception de dignitaires célébrant la production du premier lot de la monnaie de l'Union Européenne est donnée. Cette faille se soldant par une prise d'otages est due à une deuxième erreur de Global Security, ayant concentré la majeure partie de ses ressources pour les Jeux Olympiques de Sydney. Catherine Winston découvre que le germe infectieux a des ressemblances avec l'Ebola Brahma qu'elle étudiait au Congo, à la différence que celui-ci franchit la barrière animale en affectant les humains.
Il s'ensuit sa capture dans son hôtel par Phoenix mais sa trace est suivie par Scotland Yard. Elle est emmenée à bord d'un cargo piégé par des explosifs, amarré dans le port de Southhampton. L'existence d'un traître informant les terroristes des avancées de John Clark, et connaissant ses rapports avec le docteur Winston, ne fait plus aucun doute.
Anna Lang est rapidement identifiée comme étant à l'origine des fuites confidentielles. La ligne téléphonique de sa propriété d'Alexandria en Virginie est mise sur écoute, afin de collecter des renseignements sur ses liens entretenus avec Phoenix. Catherine Winston ayant repris ses recherches après sa deuxième rescousse, identifie formellement le virus sur lequel elle travaillait au Congo. Sans se douter des conséquences qu'elle allait subir concernant sa découverte, elle avait prévenu Anna Lang d'une source existant au sein même de Horizon, qui aura eu vite fait de lui envoyer une équipe de nettoyeurs afin de l'enlever.
Le siège de la société Horizon situé au cœur de San Francisco est à son tour infiltré, afin d'extraire tout renseignement concernant les projets de Phoenix. En effet, les écoutes ont révélé qu'Anna Lang et John Brightling coopèrent dans cette sombre affaire depuis les années 1970. Brightling finance le groupe terroriste, Lang provoque des troubles politiques. John Clark y apprend aussi que le virus sera répandu quatre jours plus tard, sans connaître le lieu ni la raison. Anna Lang croyant sa couverture intacte, annonce officiellement son départ vers le Brésil pour la visite de diverses installations de Rainforest 2000. Une aubaine pour John Clark, connaissant le lieu de sa récupération ultérieure.
Les nouvelles investigations au siège de Horizon ont révélé que le virus est destiné à être libéré lors de la cérémonie de clôture des Jeux Olympiques de Sydney, qui verra la plupart des spectateurs reprendre des vols internationaux à l'issue de celle-ci et contaminer le reste de la planète par contagion. Global Security étant chargé de la sécurité des JO est compromis au plus haut niveau. Le déclencheur du lancement du virus demeurant inconnu, deux opérations sont réalisées simultanément. Un convoi transportant les équipes de sécurité de cette firme est intercepté en Australie, son directeur des opérations Bill Hendrickson capturé puis interrogé.
Dans le même temps, Rainbow est envoyé récupérer Anna Lang au Brésil, avant que Phoenix ne simule son enlèvement, ce qui lui aurait permis de disparaître de la circulation avant que le virus ne se répande. John Clark apprend que l'histoire concernant Calderon était un coup monté destiné à cacher le véritable but de Rainforest 2000 ainsi que le rôle secret de l'Ark, qui est de servir d'abri lors d'une attaque biologique. Des scientifiques travaillant sur le projet, n'ayant pas conscience de leur véritable rôle, ont été pris en otage par Phoenix afin de couvrir la disparition d'Anna Lang. Ils sont destinés à être éliminés à l'arrivée de renforts de Phoenix, ce que Rainbow empêchera.
L'interrogatoire de Bill Hendrickson révèle que des bombes posées par Phoenix déclenchant la libération du virus se situent dans les conduits d'aération du village olympique. Reliées au système de climatisation, elles doivent être désamorcées dans les 30 secondes suivant la désactivation de l'ordinateur central, sous peine d'exploser automatiquement. La catastrophe est évitée grâce à la réactivité de Rainbow.
Ceci accompli, il ne reste plus à Rainbow qu'à cueillir John Brightling, accompagné des derniers membres de Phoenix, barricadés dans l'Ark de survie renfermant les dernières cultures du virus.

### Missions
| Numéro | Date             | Nom                    | Lieu                             |
| ------ | ---------------- | ---------------------- | -------------------------------- |
| 1      | 02/07/2000 17:00 | Opération STEEL WIND   | Londres                          |
| 2      | 04/15/2000 02:00 | Opération COLD THUNDER | République démocratique du Congo |
| 3      | 06/25/2000 05:30 | Opération ANGEL WIRE   | Mer du Nord                      |
| 4      | 08/03/2000 06:30 | Opération SUN DEVIL    | Forêt amazonienne, Brésil        |
| 5      | 08/27/2000 18:30 | Opération GHOST DANCE  | Barcelone, Espagne               |
| 6      | 09/05/2000 14:00 | Opération BLUE SKY     | Frontière Hongrie-Slovaquie      |
| 7      | 09/10/2000 03:00 | Opération FIRE WALK    | Idaho, États-Unis                |
| 8      | 09/10/2000 06:00 | Opération WINTER HAWK  | Idaho, États-Unis                |
| 9      | 09/13/2000 15:00 | Opération RED WOLF     | Bruxelles, Belgique              |
| 10     | 09/19/2000 19:00 | Opération RAZOR ICE    | Southampton, Grande-Bretagne     |
| 11     | 09/23/2000 02:00 | Opération YELLOW KNIFE | Alexandria, VA, États-Unis       |
| 12     | 09/26/2000 04:00 | Opération DEEP MAGIC   | San Francisco, CA, États-Unis    |
| 13     | 09/30/2000 19:00 | Opération LONE FOX     | Sydney, Australie                |
| 14     | 09/30/2000 10:00 | Opération BLACK STAR   | Forêt amazonienne, Brésil        |
| 15     | 10/01/2000 03:00 | Opération WILD ARROW   | Sydney, Australie                |
| 16     | 10/01/2000 06:00 | Opération MYSTIC TIGER | Forêt amazonienne, Brésil        |

## Extension
Une extension : Tom Clancy's Rainbow Six Mission Pack: Eagle Watch, est sortie le 31 janvier 1999.